# Lepidopora acrolophos
Lepidopora acrolophos is een hydroïdpoliep uit de familie Stylasteridae. De poliep komt uit het geslacht Lepidopora. Lepidopora acrolophos werd in 1983 voor het eerst wetenschappelijk beschreven door Cairns. 